# Chandler Jones
Chandler James Jones (27 de febrero de 1990) es un jugador profesional estadounidense de fútbol americano que juega en la posición de defensive end y actualmente milita en los Las Vegas Raiders de la National Football League (NFL).

## Biografía
Jones asistió a la preparatoria Union-Endicott High School en Endicott, Nueva York, donde practicó fútbol americano. Al finalizar la preparatoria, fue considerado como un atleta dos estrellas en la posición de tight end por Rivals.com.
Posteriormente, asistió a la Universidad de Siracusa donde jugó con los Syracuse Orange desde 2008 hasta 2011. Después de no jugar como estudiante de primer año en 2008, apareció en 12 juegos como estudiante de segundo año, donde registró 52 tacleadas y 1.5 capturas (sacks). Como júnior en 2010, registró 57 tacleadas totales, cuatro capturas, cuatro pases defendidos y tres balones sueltos forzados. En su último año en 2011, jugó en solo siete juegos debido a una lesión, pero aun así fue elegido al equipo All-Big East luego de registrar 39 tacleadas y 4.5 capturas.
El 30 de diciembre de 2011, Jones anunció que entraría en el Draft de la NFL de 2012.

## Carrera profesional

### New England Patriots
Jones fue seleccionado por los New England Patriots en la primera ronda (puesto 21) del Draft de la NFL de 2012, y fue firmado con un contrato de cuatro años y $8.17 millones.
Como novato, Jones fue incluido en el equipo titular como ala defensiva derecha, y jugó en un total de 14 encuentros donde registró 45 tacleadas, seis capturas, cinco pases defendidos y tres balones sueltos forzados.
En 2013, Jones fue titular en los 16 juegos de la temporada y registró 79 tacleadas, 11.5 capturas, un balón suelto forzado y otro recuperado el cual devolvió para touchdown.
En 2014, Jones jugó en solo 10 encuentros y registró 43 tacleadas y seis capturas. En postemporada, ayudó a los Patriots a ganar el Super Bowl XLIX ante los Seattle Seahawks por marcador de 28-24.
En 2015, lideró al equipo con 12.5 capturas y registró la primera intercepción de su carrera, por lo que fue seleccionado a su primer Pro Bowl.

### Arizona Cardinals
El 15 de marzo de 2016, Jones fue canjeado a los Arizona Cardinals a cambio de Jonathan Cooper y una selección de segunda ronda en el Draft de la NFL de 2016. En 2016, inició los 16 juegos de la temporada con los Cardinals como linebacker y registró 49 tacleadas, 11 capturas, tres pases defendidos y cuatro balones sueltos forzados.
El 27 de febrero de 2017, los Cardinals colocaron la etiqueta de franquicia no exclusiva en Jones. El 10 de marzo de 2017, firmó una extensión de contrato por cinco años y $82.5 millones con el equipo. El 19 de diciembre de 2017, fue nombrado a su segundo Pro Bowl, y terminó la temporada liderando la liga con 17 capturas, lo que estableció un nuevo récord para la franquicia de los Cardinals. Al finalizar la temporada fue nombrado al primer equipo All-Pro.
En 2018, Jones fue cambiado a la posición de ala defensiva (defensive end) cuando el nuevo entrenador en jefe de los Cardinals, Steve Wilks, implementó una defensa 4-3. En la Semana 5, Jones registró una captura, un pase defendido, tres tacleadas para pérdida de yardas, un balón suelto forzado y un balón recuperado en la victoria por 28-18 sobre los San Francisco 49ers, lo que le valió ser nombrado como el Jugador Defensivo de la Semana de la NFC. Terminó la temporada con 49 tacleadas, 13 capturas, cuatro pases defendidos y tres balones sueltos forzados. Sus 13 capturas lideraron al equipo y ocupó el séptimo lugar de la liga.  
En 2019, Jones terminó la temporada con 53 tacleadas y estableció récords personales en capturas con 19, balones sueltos forzados con ocho, balones sueltos recuperados con tres, y desvíos de pase con cinco. Al final de la temporada fue nombrado a su tercer Pro Bowl y por segunda ocasión al primer equipo All-Pro. También fue finalista para el premio de Jugador Defensivo del Año de la NFL.
El 6 de abril de 2020, Jones fue anunciado como uno de los seis linebackers del equipo All-Decade de la década de 2010-2019, junto a Luke Kuechly, Khalil Mack, Von Miller, Bobby Wagner y Patrick Willis.
En la Semana 5 de la temporada 2020, Jones sufrió un desgarro en el bíceps y fue colocado en la lista de reservas lesionados el 15 de octubre de 2020. Finalizó la temporada con solo 11 tacleadas y una captura en cinco juegos.
En 2021, Jones registró cinco capturas ante los Tennessee Titans en la Semana 1, igualando la marca de franquicia de los Cardinals. En la Semana 11, Jones tuvo cuatro tacleadas, dos capturas y un balón suelto forzado en la victoria por 23-13 sobre los Seattle Seahawks, lo que le valió el premio al Jugador Defensivo de la Semana de la NFC por segunda vez en el año. Terminó la temporada segundo en el equipo con 10.5 capturas, 41 tacleadas, cuatro pases defendidos y seis balones sueltos forzados, líder del equipo. 

### Las Vegas Raiders
El 17 de marzo de 2022, Jones firmó un contrato de tres años y $51 millones con Las Vegas Raiders.

## Estadísticas generales
|  | Seleccionado al Pro Bowl |

| Año   | Equipo | Juegos | Juegos | Tacleadas | Tacleadas | Tacleadas | Tacleadas | Intercepciones | Intercepciones | Intercepciones | Intercepciones | Intercepciones | Intercepciones | Balones sueltos | Balones sueltos | Balones sueltos | Balones sueltos |
| Año   | Equipo | GP     | GS     | Comb      | Total     | Ast       | Sck       | PDef           | Int            | Yds            | Avg            | Lng            | TDs            | FF              | FR              | Yds             | TDs             |
| ----- | ------ | ------ | ------ | --------- | --------- | --------- | --------- | -------------- | -------------- | -------------- | -------------- | -------------- | -------------- | --------------- | --------------- | --------------- | --------------- |
| 2012  | NE     | 14     | 13     | 45        | 24        | 21        | 6.0       | 4              | --             | --             | --             | --             | --             | 3               | 0               | --              | --              |
| 2013  | NE     | 16     | 16     | 79        | 40        | 39        | 11.5      | 0              | --             | --             | --             | --             | --             | 1               | 1               | 0               | 1               |
| 2014  | NE     | 10     | 8      | 43        | 30        | 13        | 6.0       | 2              | --             | --             | --             | --             | --             | 2               | 1               | 0               | 0               |
| 2015  | NE     | 15     | 15     | 44        | 31        | 13        | 12.5      | 2              | 1              | 0              | 0.0            | 0              | 0              | 4               | 0               | --              | --              |
| 2016  | ARI    | 16     | 16     | 49        | 38        | 11        | 11.0      | 3              | --             | --             | --             | --             | --             | 4               | 2               | 0               | 0               |
| 2017  | ARI    | 16     | 16     | 59        | 52        | 7         | 17.0      | 3              | --             | --             | --             | --             | --             | 2               | 0               | --              | --              |
| 2018  | ARI    | 16     | 16     | 49        | 38        | 11        | 13.0      | 4              | --             | --             | --             | --             | --             | 3               | 1               | 0               | 0               |
| 2019  | ARI    | 16     | 16     | 53        | 42        | 11        | 19.0      | 5              | --             | --             | --             | --             | --             | 8               | 3               | 0               | 0               |
| 2020  | ARI    | 5      | 5      | 11        | 5         | 6         | 1.0       | 0              | --             | --             | --             | --             | --             | 0               | 1               | 0               | 0               |
| 2021  | ARI    | 15     | 15     | 41        | 31        | 10        | 10.5      | 4              | --             | --             | --             | --             | --             | 6               | 1               | 1               | 0               |
| Total | Total  | 139    | 136    | 473       | 331       | 142       | 107.5     | 27             | 1              | 0              | 0.0            | 0              | 0              | 33              | 10              | 1               | 1               |

Fuente: Pro-Football-Reference.com